# Jakes Ahamendaburu
Jakes Ahamendaburu, né le 7 août 1961 à Saint-Michel et mort le 27 avril 2022, à Tarbes, est un poète et bertsolari basque français de langue basque.